# SEAT Panda
O SEAT Panda foi um Fiat Panda rebatizado produzido pela SEAT de 1980 a 1986, na fábrica da empresa em Landaben, na cidade espanhola de Pamplona (de fevereiro de 1980 até 29 de abril de 1983, quando sua produção terminou naquela fábrica) e também na fábrica da Zona Franca em Barcelona. Ele recebeu uma leve remodelação em 1983, com uma nova grade e outras pequenas diferenças.
Após uma segunda remodelação mais completa em dezembro de 1986, recebeu o nome SEAT Marbella e foi produzido pela SEAT até 1998 na fábrica da empresa na Zona Franca, na Espanha. O nome "Marbella" foi usado pela primeira vez no ano modelo de 1983, em uma versão luxuosa do SEAT Panda.

## Trem de força
O SEAT Panda usava motores e transmissões do Fiat 127. O motor é um quatro cilindros em linha com 40 cv e 903 cc. Isso provou ser adequado para este carro leve que pesava cerca de 680 kg. Um kit de 60 cv para fazer uma versão mais potente SEAT Panda Abarth também estava em oferta, vendido na Espanha por uma empresa chamada Apicsa. Logo após a introdução, uma versão menor correspondente ao modelo italiano de dois cilindros foi adicionada. Chamado de "Panda 35", ele tinha uma versão menor de 843 cc do motor, um desenvolvimento do motor originalmente instalado no SEAT 850 a partir de meados dos anos 60. Para diferenciá-lo ainda mais do "45", uma taxa de compressão mais baixa foi escolhida. No entanto, o motor menor teve que trabalhar muito mais para acompanhar e, na prática, a economia de combustível foi insignificante.

## SEAT Trans

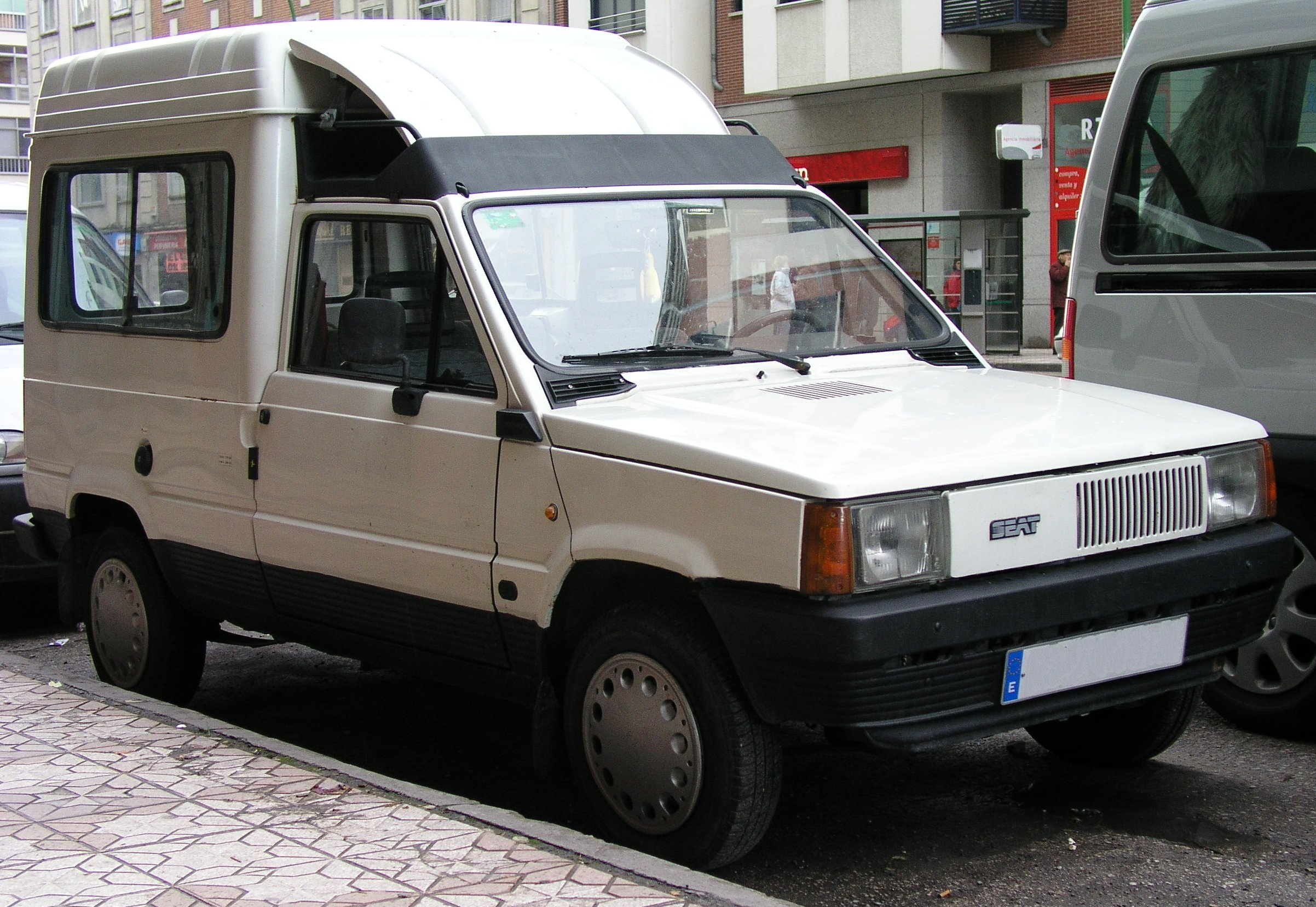
SEAT Trans

Um furgão baseado no SEAT Panda estava disponível até 1986. Era chamado de SEAT Trans e era extremamente semelhante à versão comercial do Fiat Panda.

## Papamóvel

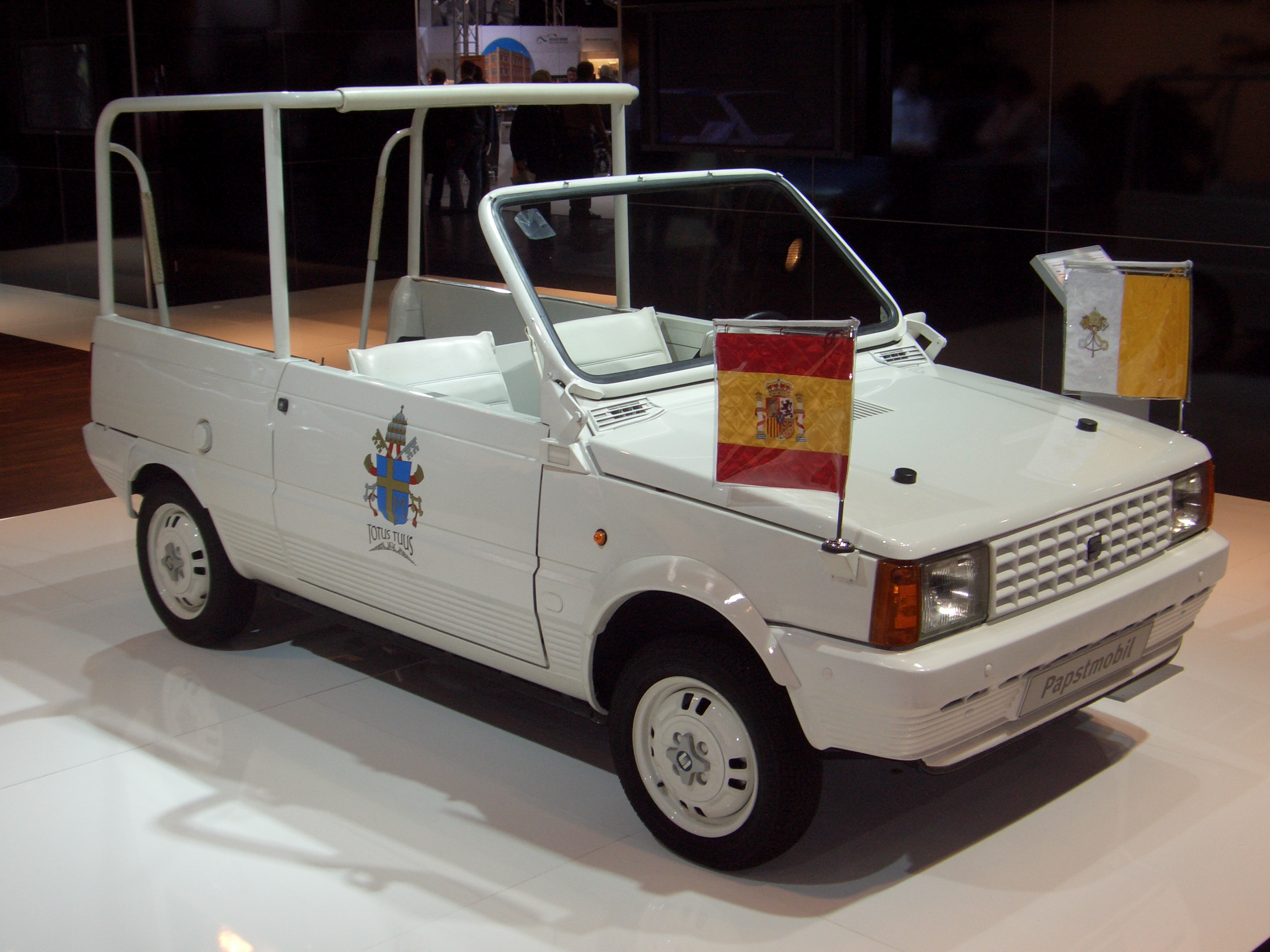
SEAT Panda papamóvel

Em 1982, a SEAT produziu em sua fábrica na Zona Franca um papamóvel, uma versão modificada derivada do SEAT Panda, que foi usado durante a visita do Papa João Paulo II à Espanha em 1982. Esse veículo específico era um carro "totalmente ao ar livre" com uma alça na frente para que o Papa pudesse ficar parado para cumprimentar as multidões, enquanto o veículo estava em movimento. Nesse carro, o Papa entrou no estádio de futebol Camp Nou do FC Barcelona dirigindo por entre as multidões reunidas celebrando a missa para uma congregação de mais de 121.000 em 17 de novembro de 1982.